# Manole Marcus
Manole Marcus (n. 8 ianuarie 1928, București, România – d. 12 octombrie 1994, București, România) a fost un regizor, scenarist de film român de etnie evreiască.

## Studii
A absolvit în 1955 Institutul Național de Artă Teatrală și Cinematografică din București.

## Activitate
În deceniul 1950 cultura românească a fost subordonată unui curent artistic numit proletcultism, care, între altele, impunea realizarea de opere cu subiecte excesiv politizate. În acest climat, Manole Marcus realizează un număr de filme de comedie de mai mică valoare. Către a doua jumătate a anilor 1960, regizorul abordează un ton mai grav; filmul său Canarul și viscolul (1969) vorbește despre prețul libertății unui comunist ilegalist în misiune, urmărit de către autoritățile burghezo-moșierești.
În alte filme, cum este Puterea și adevărul (1972), problematica politică este rezolvată în consens cu ideologia vremii. În anii 1970, Marcus realizează două filme care s-au bucurat de aprecierea publicului și a criticii: Actorul și sălbaticii (1975) și Operațiunea Monstrul (1976).

## Viața personală
Manole Marcus a avut un fiu, Martin (1955–2008). În 1977, acesta emigrează în Israel.

## Filmografie

### Regizor
- La mere (1953)
- Viața nu iartă (1959) - în colaborare cu Iulian Mihu
- Într-o dimineață (1959)
- Nu vreau să mă însor (1961)
- Străzile au amintiri (1962)
- Cartierul veseliei (1965)
- Zodia Fecioarei (1967)
- Canarul și viscolul (1970)
- Puterea și adevărul (1972)
- Conspirația (1973)
- Departe de Tipperary (1973)
- Capcana (1974)
- Actorul și sălbaticii (1975)
- Operațiunea Monstrul (1976)
- Cianura... și picătura de ploaie (1978)
- Omul care ne trebuie (1979)
- Punga cu libelule (1981)
- Non-stop (1982)
- Orgolii (1982)
- Ca-n filme (1984)
- Mitică Popescu (1984)
- Marea sfidare (1990)

### Scenarist
- Viața nu iartă (1959) - în colaborare cu Iulian Mihu
- Cartierul veseliei (1965) - în colaborare cu Ioan Grigorescu
- Cianura... și picătura de ploaie (1978) - în colaborare cu Virgil Mogoș
- Non-stop (1982)

### Actor
- Actorul și sălbaticii (1975) - pictorul
- Operațiunea Monstrul (1976) - pasagerul bărbos din autobuz